# Humberto Tozzi
Humberto Barbosa Tozzi (* 4. Februar 1934 in São João de Meriti; † 17. April 1980 in Rio de Janeiro) war ein brasilianischer Fußballspieler. Der Stürmer nahm an den Olympischen Spielen von 1952 und der Weltmeisterschaft 1954 in der Schweiz teil. Mit SE Palmeiras aus São Paulo war er zweimal Torschützenkönig der Staatsmeisterschaft, Meister von Brasilien von 1960 und Finalist bei der Copa Libertadores 1961. Mit dem SS Lazio aus Rom gewann er die Coppa Italia 1958.

## Karriere

### Vereinskarriere
Humberto Tozzi begann seine professionelle Laufbahn bei São Cristóvão de Futebol e Regatas. Dort agierte er von 1950 bis 1953, ehe die Talentspäher des Topvereins und damals zu Brasiliens besten Fußballmannschaften gehörenden Palmeiras São Paulo das Talent aus dem Norden entdeckten und ihn nach São Paulo lotsten, wo Humberto in der Folge die meiste Zeit unter Trainerlegende Aymoré Moreira zusammen spielte mit Akteuren wie etwa Jair da Rosa Pinto oder Francisco Rodrigues. Bis 1956 war Humberto Tozzi im Trikot von Palmeiras zu finden, ehe er seine brasilianische Heimat verließ und nach Europa ging.
Humberto Tozzi wechselte in Italiens Eliteliga Serie A, wo er sich dem Team von Lazio Rom anschloss. Dort spielte Tozzi in der Mannschaft des englischen Trainers Jesse Carver, die unter anderem aus Spielern wie Arne Selmosson, Karl Aage Præst oder Ermes Muccinelli bestand, eine sehr starke erste Saison im europäischen Fußball, die den Laziali zu einem vorher nicht erwarteten dritten Tabellenrang, einzig hinter dem AC Mailand und dem AC Florenz, verhalf. Dabei agierte Humberto Tozzi als Stammspieler und war mit neun Saisontreffern hinter Selmosson der gefährlichste Stürmer in den Reihen Lazio Roms. Nach dem Erfolg in der Serie A 1956/57 konnten diese Leistungen in den darauffolgenden Spielzeiten jedoch nicht bestätigt werden, vielmehr verschlechterten sie sich zusehends. Schon 1957/58 entging man dem Abstieg nur um zwei Punkte. Im gleichen Jahr zeigte sich Lazio allerdings sehr erfolgreich im nationalen Pokal. Unter Trainer Fulvio Bernardini erreichte man das Endspiel der Coppa Italia – im Übrigen die erste Austragung dieses Turniers seit dem Ende des Zweiten Weltkrieges – und setzte sich dort mit 1:0 gegen den AC Florenz durch. Nachdem 1958/59 der zwölfte Rang belegt wurde, rangierte Lazios Mannschaft auch nach dem Ende aller Spieltage der Serie A 1959/60 auf diesem Tabellenrang. Ein Jahr später folgte dann der Abstieg aus der höchsten Spielklasse, nachdem man abgeschlagen Letzter geworden war. Zu diesem Zeitpunkt weilte Humberto Tozzi allerdings schon nicht mehr in Rom, er kehrte bereits im Sommer 1960 nach Brasilien zurück.
Ab 1960 stand Humberto dann wieder bei SE Palmeiras unter Vertrag, wo 1960 die brasilianische Fußballmeisterschaft gewonnen werden konnte. In dieser Funktion war man auch startberechtigt für die Copa Campeones de América 1961, wo man sich nach Erfolgen gegen Independiente Avellaneda aus Argentinien und Independiente Santa Fe aus Kolumbien für das Endspiel qualifizierte, dort allerdings mit 0:1 und 1:1 am uruguayischen Vertreter und Titelverteidiger CA Peñarol scheiterte. Humberto Tozzi kam dabei im ersten der beiden Finalspiele zum Einsatz, im Rückspiel verzichtete Trainer Renganescchi auf den Angreifer.
Generell war die Karriere Humberto Tozzis zu dieser Zeit, obwohl er erst 27 Jahre alt war, bereits in ihrer Endphase. Er wechselte 1961 zu Olaria AC und spielte später noch für Fluminense Rio de Janeiro und die Associação Portuguesa de Desportos, ehe er seine Laufbahn 1963 im Alter von 29 Jahren beendete.

### Nationalmannschaft
In den Jahren 1954 und 1955 brachte es Humberto Tozzi auf insgesamt sieben Einsätze in der brasilianischen Fußballnationalmannschaft. Dabei gelang ihm ein Torerfolg. Von Nationaltrainer Zezé Moreira wurde Humberto ins Aufgebot der Südamerikaner für die Fußball-Weltmeisterschaft 1954 in der Schweiz berufen. Nachdem er in der Vorrunde, die Brasilien als Gruppenzweiter hinter Jugoslawien und vor Frankreich und Mexiko beendete, nicht eingesetzt wurde, stand Humberto im Viertelfinalspiel gegen die ungarische Goldene Elf in der Startelf. In diesem als Schlacht von Bern berühmt gewordenen Spiel unterlag Brasilien der damals wohl weltbesten Mannschaft mit 2:4. Die Partie war von teilweise roher Gewalt geprägt, auf ungarischer Seite wurde József Bozsik des Feldes verwiesen, auf brasilianischer Seite erwischte es Nílton Santos und eben Humberto Tozzi. Letzterem musste der britische Schiedsrichter Arthur Ellis einen Platzverweis aussprechen, nachdem er Gyula Lóránt in der 79. Spielminute umgetreten hatte.

## Erfolge
- Taça Brasil: 1960 mit Palmeiras
- Coppa Italia: 1958 mit Lazio Rom

- Torschützenkönig der Staatsmeisterschaft von São Paulo: 2×

1953 mit 22 Toren für Palmeiras
1954 mit 36 Toren für Palmeiras